# Trotula

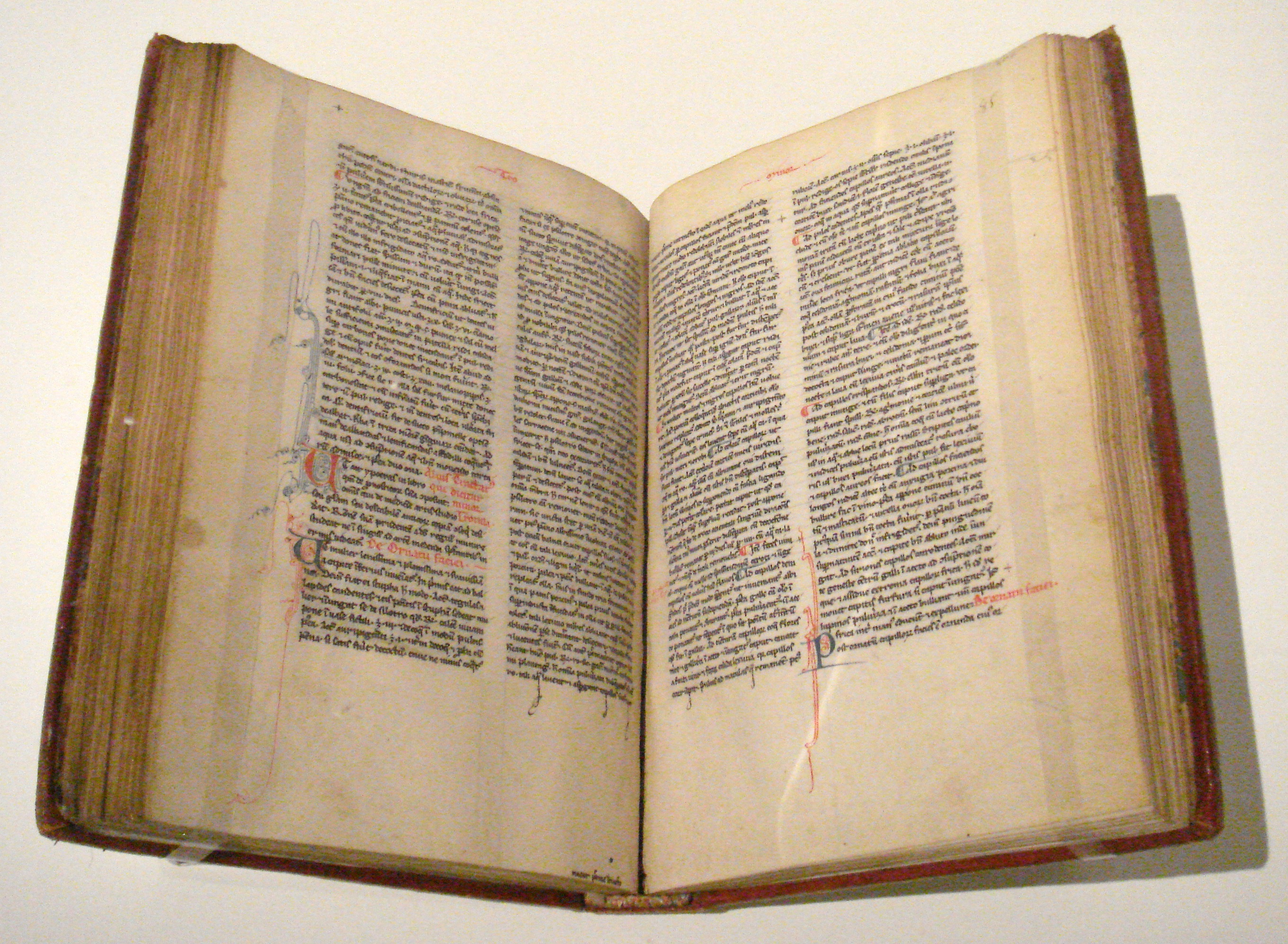
Trotula ensemble de transició, París, Bibliothèque nationale de France, MS lat. 7056, mitjan, ff. 84v-85r, obertura del De ornatu mulierum.

El nom de Trotula fa referència a un grup de tres textos sobre medicina femenina que es van compondre a la ciutat portuària italiana de Salern al segle xii. El nom deriva d'una històrica figura femenina, Trotula de Ruggiero, metgessa i escriptora mèdica que es va associar amb un dels tres textos. "Trotula" es va difondre com una autora reconeguda a l'edat mitjana perquè els anomenats textos de Trotula circulaven àmpliament per tota l'Europa medieval, des d'Espanya a Polònia i Sicília fins a Irlanda, i "Trotula" aconseguí una rellevància històrica en "ella" mateixa per dret propi.

## Els textos deTrotula: gènesi i autoria
Al segle xii, la ciutat portuària del sud d'Itàlia, a Salerno, era àmpliament reconeguda com "el centre més important per a la introducció de la medicina àrab a Europa occidental". En referència a l'Escola de Salern del segle xii, els historiadors signifiquen en realitat una comunitat informal de mestres i alumnes que, al llarg del segle xii, van desenvolupar mètodes d'instrucció i investigació més o menys formals; no hi ha constància de cap persona física o jurídica abans del segle xiii.
Els textos de Les condicions de les dones, els Tractaments per a les dones i Els cosmètics de les dones se solen denominar col·lectivament com a "Trotula". I cobreixen temes des del part fins a la cosmètica, basant-se en diferents fonts des de Galè fins a les tradicions orals, proporcionant instruccions pràctiques. Aquests treballs varien tant en organització com en contingut. Les condicions de les dones i Cosmètics de les dones van circular de manera anònima fins que es van combinar amb Tractaments per a les dones en algun moment a finals del segle xii. Durant els següents segles, l'ensemble Trotula va circular per tot Europa, assolint la seva major popularitat al segle xiv. Actualment, existeixen més de 130 exemplars de textos llatins i més de 60 exemplars de moltes traduccions vernacles medievals.

### Liber de sinthomatibus mulierum("Llibre de les condicions de la dona")
El Liber de sinthomatibus mulierum ("Llibre sobre les condicions de la dona") va ser una novetat en la seva adopció de la nova medicina àrab que acabava de començar a introduir-se a Europa. Tal com va demostrar Green el 1996, "Les condicions de la dona" es basava molt en els capítols ginecològics i obstètrics del text Viaticum, la traducció llatina de Constantí Africà de l'àrab Zad al-musafir d'Ibn al-Jazzar, que se situen a finals del segle xi. La medicina àrab era més especulativa i filosòfica, basada en els principis de Galè. I Galè, a diferència d'altres metges notables, creien que la menstruació era una purgació necessària i sana. Galè va afirmar que les dones són més fredes que els homes i que no poden "cuinar" els seus nutrients; ja que han d'eliminar l'excés de substància mitjançant la menstruació. De fet, l'autor presenta una visió positiva del paper de la menstruació en la salut i la fertilitat de la dona: “La sang menstrual és especial perquè porta en ella un ésser viu. Funciona com un arbre. Abans de donar fruits, un arbre primer ha de donar flors. La sang menstrual és com la flor: ha de sorgir abans que pugui néixer el fruit —el bebè. Una altra condició que l'autor aborda llargament és l'asfíxia de l'úter; això resulta, entre altres causes, d'un excés de semen femení (una altra idea galènica). Aparentment entrava en conflicte entre dues posicions teòriques diferents: una que suggeria que era possible que l'úter "vagi" dins del cos i una altra que veia aquest moviment anatòmicament impossible: l'autor semblava admetre la possibilitat que l'úter pugés als òrgans respiratoris. Altres qüestions tractades a bastament eren el tractament i el règim adequat per a un nounat. Hi ha debats sobre temes sobre els trastorns menstruals i el prolapse uterí, capítols sobre el part i l'embaràs, a més d'altres. Totes les autoritats nomenades al Liber de sinthomatibus mulierum són masculines: Hipòcrates, Oribasi, Dioscòrides, Paulus i Justinus.

### De curis mulierum("Sobre tractaments per a les dones")
De curis mulierum ("Sobre tractaments per a les dones") és l'únic dels tres textos Tròtula que en realitat s'atribueix a la practicant salernitana Trota de Salern quan circulava com a text independent. Tanmateix, s'ha argumentat que potser és millor referir-se a Trota com l'autoritat que es troba darrere d'aquest text que a la seva pròpia autora. L'autora no aporta teories relacionades amb les condicions ginecològiques ni les seves causes, sinó que simplement informa el lector com preparar i aplicar els preparatius mèdics. Hi ha una falta de cohesió, però hi ha seccions relacionades amb les condicions ginecològiques, andrològiques, pediàtriques, estètiques i mèdiques generals. Més enllà d'un pronunciat enfocament en el tractament de la fertilitat, hi ha una sèrie d'instruccions pragmàtiques com “restaurar” la virginitat, i també tractaments per a problemes com ara dificultats amb el control de la bufeta i els llavis esquerdats provocats per massa petó. En una obra que destaca els problemes mèdics femenins, també s'inclouen remeis per als trastorns dels homes.

### De ornatu mulierum("Sobre cosmètics femenins")
De ornatu mulierum ("En els cosmètics de les dones") és un tractat d'ensenyances sobre com conservar i millorar la bellesa de les dones. Obre amb un prefaci (més tard omès al recull Trotula) en el qual l'autora es refereix a ella mateixa amb un pronom masculí i explica la seva ambició per guanyar "una deliciosa multitud d'amics" i per reunir-los comença a relatar de la cura del cabell (incloent-hi tot el cuir cabellut), passant per cara, llavis, dents, boca, i (en la versió original) els genitals. Com indicaria Green, l'autora probablement esperava una audiència àmplia, i va observar com les dones de més enllà dels Alps no tindria accés als balnearis que les dones italianes sí que podien fer i, per tant, va incloure l'alternativa de banys de vapor. A més, l'autora no diu que les recomanacions que faci i descrigui siguin de la seva invenció pròpia. Però una de les teràpies sí que l'atribueix d'autoria d'una dona siciliana i fins i tot ella mateixa afirma haver-la provat. Altrament, la resta del text sembla però reunir els remeis junts que s'havien practicat de forma empírica: explícitament descriu maneres que ha incorporat de "les regles de dones qui vaig trobar de forma pràctica dins l'art dels cosmètics". Però mentre les dones poden haver estat les seves fonts, no van ser la seva audiència immediata: va presentar la seva feina altament estructurada en benefici d'altres practicants mascles frisosos, segurament, del benefici pel coneixement de fer les dones boniques.
Sis vegades en la versió original del text, l'autor acredita pràctiques específiques a dones musulmanes, les pràctiques cosmètiques de les quals se sap que han estat imitades per dones cristianes a Sicília. A més, el text presenta una imatge d'un mercat internacional d'espècies i aromàtiques que es cotitza regularment al món islàmic. S'utilitza repetidament l'encens, els grans, la canyella, la nou moscada i el galangal. Més que els altres dos textos que conformarien el conjunt Trotula, el De ornatu mulierum sembla copsar tant l'empirisme de la cultura local del sud italià com la rica cultura material posada a disposició, ja que els reis normands del sud d'Itàlia van abraçar la cultura islàmica de Sicília.

## El llegat medieval de laTròtula
Els textos de la Tròtula es consideren el "muntatge més popular de materials sobre medicina femenina des de finals del segle xii fins al segle XV". Els prop de 200 manuscrits existents (en llatí i vernacular) de la Tròtula només representen una petita part del nombre original que va circular per Europa des de finals del segle xii fins a finals del segle xv. Algunes versions de la Trotula gaudien d'una circulació paneuropea. Aquests treballs van assolir la seva màxima popularitat en llatí al voltant del tombant del segle xiv. Les nombroses traduccions vernacles medievals van portar la popularitat dels textos al segle xv i, a Alemanya i Anglaterra, al XVI.

### Circulació en llatí
Els tres textos Trotula van circular durant diversos segles com a textos independents. Cadascun es troba en diverses versions diferents, probablement a causa de les intervencions d'editors o guionistes posteriors. Tanmateix, ja a la darreria del segle xii, un o diversos editors anònims van reconèixer la relació inherent dels tres textos salernitans independents sobre la medicina i la cosmètica de la dona, per la qual cosa els va unir en un sol conjunt. En total, quan va examinar tot el corpus existent de manuscrits de Trotula el 1996, Green va identificar vuit versions diferents del conjunt llatí Trotula. Aquestes versions es diferencien de vegades segons la redacció, però més evidentment per l'addició, la supressió o la reordenació de cert material. L'anomenat “conjunt normalitzat” reflecteix l'etapa més madura del text, i semblava especialment atractiu en entorns universitaris. Una enquesta de propietaris coneguts de la tròtula llatina en totes les seves formes va mostrar-la no només en mans de metges apresos a tota l'Europa occidental i central, sinó també en mans de monjos d'Anglaterra, Alemanya i Suïssa; cirurgians a Itàlia i Catalunya; i fins i tot certs reis de França i Anglaterra.

### Traduccions vernacles medievals
La tendència a l'ús d'idiomes vernaculars per a l'escriptura mèdica va començar al segle xii i va créixer cada cop més a l'edat mitjana posterior. Les nombroses traduccions vernaculars de la tròtula formaven, doncs, una tendència general. La primera traducció coneguda va ser a l'hebreu, realitzada en algun lloc del sud de França a finals del segle xii. Les següents traduccions, al segle xiii, foren a l'anglo-normand i al francès antic. I als segles xiv i xv, hi ha traduccions en neerlandès, anglès mitjà, francès (de nou), alemany, irlandès i italià. Més recentment, s'ha descobert una traducció catalana d'un dels textos de la Trotula en una miscel·lània mèdica del segle xv, que tenia la Biblioteca Riccardiana de Florència. Aquesta traducció fragmentària del De curis mulierum és aquí recollida pel copista (probablement un cirurgià que en fa una còpia per al seu propi ús) amb una versió llatina del text, destacant les diferències.
L'existència de traduccions vernaculars fa pensar que els textos de la Tròtula estaven trobant nous públics. Gairebé segur que ho eren, però no necessàriament dones. Només set de les prop de dues dotzenes de traduccions medievals estan dirigides explícitament al públic femení, i fins i tot algunes d'aquestes traduccions van ser cooptades per lectors masculins. La primera propietària documentada d'una còpia de la tròtula és Dorothea Susanna von der Pfalz, duquessa de Sajonia-Weimar (1544–92), que havia fet per a ús propi una còpia de les traduccions aparellades de l'alemany de Johannes Hartlieb de la pseudo-Albertus Magnus Secrets de la dona i Das Buch Trotula.

### La fama de "Trotula" a l'edat mitjana
Els lectors medievals dels textos de la Tròtula no haurien tingut raons de dubtar de l'atribució que trobaven en els manuscrits, de manera que “Trotula” (suposant que entenguessin la paraula com a nom personal en lloc de títol) va ser acceptada com a autoritat de la medicina de la dona. El metge Petrus Hispanus (mitjan segle xiii), per exemple, va citar "Domot Trotula" diverses vegades en la seva secció sobre condicions ginecològiques i obstètriques de la dona. El canceller, poeta i metge d'Amiens, Richard de Fournival (d. 1260), va encarregar una còpia titulada "Incipit liber Trotule sanatricis Salernitane de curis mulierum" ("Aquí comença el llibre de Trotula, la guaridora salernitana, sobre tractaments per a dones"). Dues còpies del conjunt de la tròtula llatina inclouen retrats imaginatius de l'autor; la imatge feta a ploma i tinta que es troba en un manuscrit del començament del segle xiv que ara conserva la Biblioteca de Wellcome és la imatge més coneguda de "Trotula" (vegeu la imatge superior). Tanmateix, algunes referències a "Tròtula" del segle xiii la citen només com a autoritat en matèria de cosmètica. La creença que "Trotula" era la màxima autoritat sobre el tema de la medicina femenina, fins i tot va fer que se li atribuïssin obres d'autoria autoritzades per altres, com ara un compendi anglès mitjà del segle xv sobre ginecologia i obstetrícia basat en les obres dels autors masculins Gilbertus Anglicus i Muscio, que en una de les seves quatre còpies existents es va anomenar Liber Trotularis. De la mateixa manera, un autor català del segle xiv, titulà el seu treball centrat principalment en la cosmètica femenina Lo libre. . . al qual a mes nom Trotula ("El llibre ... que es diu "Tròtula").
Al costat del seu paper com a autoritat mèdica, Trotula va servir per desenvolupar una nova funció a partir del segle xiii: la d'una embocadura per a visions misògines sobre la naturalesa de la dona. El part es relacionava amb una tendència general per adquirir informació sobre els "secrets de la dona", és a dir, sobre els processos de generació. Quan el metge de Múnic, Johannes Hartlieb (d. 1468) va fer una traducció alemanya de la Tròtula, no només va elevar l'estatus de "Trotula" al d'una reina, sinó que també va emparellar el text amb els pseudo-Albertan Secrets of Women. Un text anomenat Placides i Timeus que atribuïa a "Trotula" una autoritat especial tant pel que "sentia en ella mateixa, ja que era una dona", com perquè "totes les dones van revelar els seus pensaments interiors amb més facilitat que a qualsevol home i li van dir a ella les seves naturaleses". Geoffrey Chaucer es fa ressò d'aquesta actitud quan inclou el nom de "Trotula" al seu "Book of Wicked Wives", una col·lecció de tractes anti disciplinaris i misògins propietat del cinquè marit de la dona de l'Esposa de Bath, Jankyn, segons va explicar a The Wife of Bath's Tale (Pròleg, (D), 669–85) de The Canterbury Tales.

## El llegat modern de laTròtula

### Edicions renaixentistes de laTròtulai debats inicials sobre l'autoria
Els textos Trotula van aparèixer per primer cop en impressió el 1544, força tard en la tendència a la impressió, que per als textos mèdics havia començat a la dècada de 1470. La Tròtula es va publicar no perquè encara fos d'ús immediat clínic per als metges apresos (havia estat substituïda en aquest paper per una varietat d'altres textos del segle XV), sinó perquè havia estat recentment "descoberta" com a testimoni de la medicina empírica per un editor d'Estrasburg, Johannes Schottus. Schottus va convèncer a un col·lega metge, Georg Kraut, per editar el Tròtula, que Schottus després inclogué en un volum que va anomenar Experimentarius Medicinae ("Col·lecció de remeis provats i veritables de la medicina"), que també va incloure la Physica de Trota de Salern de la contemporània Hildegard de Bingen. Kraut, veient el desordre en els textos, però sense reconèixer que realment era obra de tres autors separats, va reorganitzar tota l'obra en 61 capítols temàtics. També es va prendre la llibertat d'alterar el text aquí i allà. Com va assenyalar Green, "La ironia de l'intent de Kraut de dotar 'Tròtula' amb un text únic, ordenat i plenament racionalitzat, va ser que, en el procés, acabà d'obscurir durant els 400 anys vinents les contribucions distintives de la històrica dona Trota".
Kraut (i el seu editor, Schottus) van conservar l'atribució del text a "Trotula". De fet, en aplicar un nou títol singular - Trotulae curandarum aegritudinum muliebrium ante, in, & postpartum Liber ("El llibre de Tròtula sobre el tractament de les malalties de la dona abans, durant i després del naixement") - Kraut i Schottus va destacar amb orgull que "la Trotula" fos la seva identitat. Schott la va elogiar com "una dona de cap manera del tipus comú, sinó de gran experiència i erudició". En la seva "neteja" del text, Kraut havia suprimit tots els suggeriments evidents que es tractava d'un text medieval i no d'un antic. Quan es va imprimir el text, el 1547 (totes les impressions posteriors de la Tròtula reciclarien l'edició de Kraut), va aparèixer en una col·lecció anomenada Medici antiqui omnes qui latinis litteris diversorum morborum gene & remedia persecuti sunt, undique conquisiti ("[Els escrits de] Tots els metges antics llatins que van descriure i recollir els tipus i els remeis de diverses malalties"). A partir d'aleshores i fins al segle xviii, la Tròtula va ser tractada com si es tractés d'un text antic. Com Green anotà, "'Trotula', per tant, en contraposició a Hildegard, va sobreviure a l'escrutini dels humanistes renaixentistes perquè va poder escapar de les seves associacions medievals. Però va ser aquest èxit que la va acabar desemmotllant. Quan la Tròtula va ser reeditada en vuit edicions posteriors entre 1550 i 1572, no va ser perquè va ser obra d'una dona, sinó perquè va ser obra d'un antiquissimus auctor ("una autora molt antiga").
"Trotula" va ser deslligada per Hans Caspar Wolf el 1566, que va ser el primer a incorporar la tròtula a una col·lecció de textos ginecològics. Wolf va emetre el nom de l'autor de "Trotula" a Eros, un esclau masculí alliberat de l'emperadriu romana Julia: "El llibre de les qüestions de les dones d'Eros, metge [i] lliberta de Julia, a qui alguns han nomenat absurdament 'Tròtula'" (Erotis medici liberti Iuliae, quem aliqui Trotulam inepte nominant, muliebrium liber). La idea va venir d'Adrianus Junius (Aadrian DeJonghe, 1511–75), un metge neerlandès que va creure que les corrupcions textuals representaven moltes falses atribucions de textos antics. Com ha notat Green, però, tot i que l'esborrament de "Trotula" va ser més un acte de zel editorial humanista que una misogínia flagrant, el fet que no hi hagués autores femenines en el cànon emergent d'escriptors sobre ginecologia i obstetrícia mai es va notar.

### Debats moderns sobre l'autoria i l'existència de “Trotula”
Si "Tròtula" com a autora femenina no tingué utilitat per als metges humanistes, això no era necessàriament cert d'altres intel·lectuals. El 1681, l'historiador italià Antonio Mazza va ressuscitar "Trotula" al seu Historiarum Epitome de rebus salernitanis ("Epítome de les històries de Salern"). Heus aquí l'origen de la creença que "Trotula" ocupava una càtedra a la universitat de Salerno: "Allí va florir a la pàtria, ensenyant a la universitat [estudi] i fent conferències des de les seves càtedres professorals, Abella, Mercuriadis, Rebecca, Trotta (a qui hi ha qui diu "Trotula"), que hauria de celebrar-se amb una meravellosa encomia (com ha assenyalat Tiraqueau), així com Sentia Guarna (com ha dit Fortunatus Fidelis)." Green suggerí que aquesta ficció (Salerno no tenia universitat al segle xii, per tant, no hi havia càtedres de professió per a homes ni per a dones) potser es devia al fet que tres anys abans, "Elena Cornaro es va doctorar en filosofia a Pàdua, el primer doctorat formal mai atorgat a una dona. Mazza, preocupat per documentar la gloriosa història de la seva pàtria, Salerno, pot haver estat intentant demostrar que Pàdua no podia reclamar prioritat en haver produït professores".
El 1773 a Jena, CG Gruner va desafiar la idea que la Trotula era un text antic, però també va rebutjar la idea que "Trotula" podria haver estat l'autora del text (treballant amb l'edició de Kraut, també va pensar que es tractava d'un text únic) des que va ser citada internament (aquesta és la història de la cura de la dona de Trota de Salern amb "vent" al ventre del De curis mulierum). Així doncs, es va preparar l'etapa per als debats sobre la “Tròtula” dels segles XIX i XX. Per a aquells que volguessin una representant de l'excel·lència salernitana lo de l'èxit femení, "ella" es podia recuperar a partir de la supressió dels editors humanistes. Per als escèptics (i hi havia molts motius d'escepticisme), era fàcil trobar motiu de dubte que hi havia realment alguna autoritat mèdica femenina darrere d'aquest caòtic text. Aquest va ser l'estat de la qüestió a la dècada de 1970, quan el feminisme de segona onada va descobrir de nou la "Tròtula". La inclusió de "Trotula" com a convidada a la instal·lació d'art feminista de Judy Chicago, The Dinner Party (1974–79), va assegurar que el debat continuaria.

### La reclamació de laTrota de Salernen l'escolarització moderna
Des de 1544 fins a la dècada de 1970, totes les afirmacions sobre un presumpte autor "Trotula", pro o contra, es van basar en el text imprès del Renaixement de Georg Kraut. Però aquesta era una ficció, ja que havia esborrat tots els darrers signes que la Tròtula havia estat compilada a partir de les obres de tres autors diferents. El 1985, l'historiador de l'Institut Tecnològic de Califòrnia John F. Benton va publicar un estudi en què es va fer una reflexió prèvia sobre la qüestió de l'associació "Trotula" amb els textos de Trotula. Aquest estudi va ser important per tres grans motius:
1. Tot i que alguns erudits anteriors havien notat discrepàncies entre les edicions impreses del Renaixement de la Tròtula i el text (s) que es trobaven en els manuscrits medievals, Benton va ser el primer que va demostrar com eren de grans les modificacions de l'editor renaixentista. Aquest no era un text i no hi havia cap autor. Més aviat es tractava de tres textos diferents.
2. Benton va desmantellar diversos mites sobre la "Tròtula" que havia estat generat per un estudi del segle xix i principis del segle xx. Per exemple, l'epítet "de Ruggiero" adjunt al seu nom era la seva pura invenció. Així mateix, les afirmacions sobre la seva data de naixement o mort, o de qui "el seu" marit o fills no tenien fonament.
3. El més important, Benton va anunciar el seu descobriment del Practica secundum Trotam ("Medicina pràctica segons Trota") en un manuscrit ara a Madrid, que estableix la històrica afirmació de la Trota de Salerno d'haver existit i ser autor.

Després de la mort de Benton el 1988, Monica H. Green va assumir la tasca de publicar una nova traducció de la Tròtula que podria ser utilitzada per estudiants i estudiosos de la història de la medicina i les dones medievals. Tanmateix, els mateixos descobriments de Benton havien fet irrellevants cap altra confiança en l'edició renaixentista, de manera que Green va emprendre una enquesta completa de tots els manuscrits llatins existents de la Trotula i una nova edició del conjunt Trotula. Green no ha estat d'acord amb Benton en la seva afirmació que tots els tractats Trotula eren d'autor masculí. Concretament, tot i que Green està d'acord amb Benton que l'autoria masculina de les Condicions de la dona i els cosmètics de la dona és probable, Green ha demostrat que no només s'atribueix el De curis mulierum (sobre tractaments per a les dones) directament a la històrica Trota de Salern en els primers temps coneguts (on encara circulava de manera independent), però que el text mostra clars paral·lelismes amb els passatges d'altres obres associades a Trota i suggereix fortament un accés íntim al cos del pacient femení que, ateses les restriccions culturals de l'època, probablement només s'hagués permès a una practicant.

### La fama de "Trotula" en la cultura popular
Potser la popularització més coneguda de "Trotula" va ser a l'obra d'art The Dinner Party (1979) de Judy Chicago, ara en exposició permanent al Museu d'Art de Brooklyn, que inclou un lloc per a "Trotula". La representació aquí (basada en publicacions prèvies al descobriment de Benton de la Trota de Salern el 1985) presenta una combinació de suposats detalls biogràfics que ja no són acceptats pels estudiosos. La celebració de "Trotula" de Chicago va provocar, sens dubte, la proliferació de llocs web moderns que la mencionen, molts dels quals repeteixen sense correcció els incomprensos descartats anteriorment. Una clínica de Viena i un carrer del modern Salern i fins i tot una corona del planeta Venus han rebut el nom de "Trotula", tot perpetuant erròniament ficcions sobre "ella" derivades de divulgar obres com la de Chicago. Així mateix, els redactors mèdics, a l'hora d'intentar indicar la història de la dona en el seu camp, o la història de determinades afeccions ginecològiques, mantenen el reciclatge de comprensions desateses de la “Tròtula” (o fins i tot inventant nous malentesos). No obstant això, l'elevació de Chicago tant de la “Tròtula” com de l'autèntica Trota contemporània, l'escriptor religiós i mèdic Hildegard de Bingen, com a figures mèdiques importants de l'Europa del segle xii, va posar de manifest la importància de com es van crear records històrics d'aquestes dones. Que Benton i Green triguessin gairebé vint anys a treure la dona històrica Trota del text compost de la Tròtula era una funció de la complicada tradició textual i de l'ampla proliferació dels textos a l'edat mitjana. Si es triga encara més temps a l'hora de posar-se al dia d'aquesta comprensió popular de Trota i “Tròtula”, s'ha plantejat la qüestió de si les celebracions d'Història de la Dona no haurien d'incloure més reconeixement dels processos per descobrir i esbrinar els muntatges d'aquests registres històrics.

## Manuscrits medievals dels textos de laTròtula
Des de l'edició de Green del conjunt de Tròtules normalitzades que va aparèixer el 2001, moltes biblioteques han posat a l'abast les imatges digitals d'alta qualitat dels seus manuscrits medievals. A continuació, es mostra una llista de manuscrits de la tròtula que ja estan disponibles per a la consulta en línia. A més de la signatura, el nombre d'índex es dona des de 1996 de qualsevol mena de manuscrits en llatí dels textos Tròtula i de manuscrits de traduccions vernacles medievals de 1997.
Manuscrits llatins
- Lat16: Cambridge, Trinity College, MS R.14.30 (903), ff. 187r-204v (nova foliació, 74r-91v) (s. Xiii ex., França): proto-ensemble (incomplet), http://sites.trin.cam.ac.uk/manuscripts/R_14_30/manuscript.php? pàgina completa = 1[Enllaç no actiu]
- Lat24: Firenze [Florència], Biblioteca Laurenziana, Plut. 73, bacallà. 37, ff. 2r-41r (s. Xiii ², Itàlia): conjunt intermedi, http://www.internetculturale.it/jmms/iccuviewer/iccu.jsp?id=oai%3Ateca.bmlonline.it%3A21%3AXXXXX33APlutei%3AIT % 253AFI0100_Plutei_73.37 & mode = tot & teca = Laurenziana + - + FI
- Lat48: London, Wellcome Library, MS 517, Miscellanea Alchemica XII (abans Phillipps 2946), ff. 129v – 134r (ex. Xv. Ex., Probablement Flandes): proto-ensemble (extractes), http://search.wellcomelibrary.org/iii/encore/record/C__Rb1964315?lang=cat
- Lat49: London, Wellcome Library, MS 544, Miscellanea Medica XVIII, pp. 65a-72b, 63a-64b, 75a-84a (s. Xiv in., França): conjunt intermedi, http://wellcomelibrary.org/player/b19745588#?asi=0&ai=86&z=0.1815%2C0.5167%2C0 .2003% 2C0.1258 & r = 0. Es tracta de la còpia que inclou la coneguda imatge de "Trotula" que sosté un orbe.
- Lat50: London, Wellcome Library, MS 548, Miscellanea Medica XXII, ff. 140r-145v (s. Xv med., Alemanya o Flandes): conjunt normalitzat (seleccions), http://search.wellcomelibrary.org/iii/encore/record/C__Rb1926717?lang=cat
- Lat81: Oxford, Pembroke College, MS 21, ff. 176r-189r (s. Xiii ex., Anglaterra): proto-conjunt (només LSM); DOM (fragment), http://digital-collections.pmb.ox.ac.uk/ms-21 Arxivat 2015-12-16 a Wayback Machine.
- Lat87: París, Bibliothèque Nationale de France, MS lat. 7056, ff. 77rb-86va; 97rb-100ra (s. Xiii med., Anglaterra o N. França): conjunt de transició (Grup B); TEM (Urtext de LSM), http://gallica.bnf.fr/ark:/12148/btv1b9076918w
- Lat113: Vaticà, Biblioteca Apostolica Vaticana, MS Pal. lat. 1304 (3r ms de 5 en còdex), ff. 38r-45v, 47r-48v, 46r-v, 51r-v, 49r-50v (s. Xiii ², Itàlia): conjunt normalitzat: http://digi.ub.uni-heidelberg.de/diglit/bav_pal_lat_1304 .

Manuscrits vernaculars
Francès
- Fren1a: Cambridge, Trinity College, MS O.1.20 (1044), ff. 21rb-23rb (s. Xiii ², Anglaterra): Les secres de femmes, ed. a Hunt 2011 (citat més amunt), http://sites.trin.cam.ac.uk/manuscripts/O_1_20/manuscript.php?fullpage=1%5BEnllaç+no+actiu%5D (vegeu també Fren3 més avall)
- Fren2IIa: Kassel, Murhardsche Bibliothek der Stadt und Landesbibliothek, 4 ° MS med. 1, ff. 16v-20v (ca. 1430-75), http://orka.bibliothek.uni-kassel.de/viewer/image/1297331763218/35/
- Fren3a: Cambridge, Trinity College, MS O.1.20 (1044), ff. 216r – 235v, s. xiii ² (Anglaterra), éd. a Hunt, Medicina Anglo-Norman, II (1997), 76–107, http://sites.trin.cam.ac.uk/manuscripts/O_1_20/manuscript.php?fullpage=1%5BEnllaç+no+actiu%5D

Irlandès
- Ir1b: Dublin, Trinity College, MS 1436 (E.4.1), pp. 101–107 i 359b-360b (s. Xv): http://www.isos.dias.ie/english/index.html. Cerqueu a la Biblioteca i, seguidament, a la marca de protecció individual.

Italià
- Ital2a: Londres, Wellcome Institute for History of Medicine, MS 532, Miscellanea Medica II, ff. 64r-70v (ca. 1465): http://search.wellcomelibrary.org/iii/encore/record/C__Rb1893400?lang=eng